# Ralytupa wolteri
Ralytupa wolteri är en tvåvingeart som först beskrevs av Lindner 1958.  Ralytupa wolteri ingår i släktet Ralytupa och familjen platthornsmyggor.
Artens utbredningsområde är Tanzania. Inga underarter finns listade i Catalogue of Life.